# Сатир Брісеїда
Сатир Брісеїда (Chazara briseis) — вид денних метеликів родини Сонцевики (Nymphalidae).

## Назва
Вид названо на честь персонажа давньогрецької міфології Брісеїди — дочки жерця Брісея, яка під час здобуття Трої стала бранкою Ахіллеса.

## Поширення
Вид поширений в Європі, Північній Африці, Західній Азії, на Кавказі, у Казахстані та Середній Азії, Афганістані, на північному заході Китаю. В Україні трапляється у степовій та лісостеповій зоні, передгір'ї Карпат та у Криму.

## Опис
Розмір тіла 24-35 мм. Крила зверху коричнево-чорні, з широкою білою поперечною перев'яззю, яка на передніх крилах складена з 6 плям. Задні крила знизу без чітких світлих жилок.
Гусениці товсті, сірі, з трьома темними переривчастими смужками на спині і світлою бічною лінією.

## Спосіб життя
Населяє відкриті кам'янисті степи, луки, дубові і соснові рідколісся від 100 до 2700 м над рівнем моря (в Україні до 900 м.). Розвивається в одному поколінні. Метелики літають з кінця червня до першої половини жовтня. Живляться нектаром головчатки (Cephalaria spp.) та осоту (Cirsium spp.).  Люблять сидіти на голій землі і відкритих кам'янистих ділянках. 
Самиця відкладає яйця поштучно на сухі стебла трав, на ґрунт або на підстилку. Зимує гусінь першого віку. Активно харчуватися і рости гусениці починають тільки після зимівлі. Живляться різними степовими злаковими: сеслерією блакитною, кострицею, ковилою, тонконогом лучним, куцоніжкою тощо. Оляльковується у землі.